# AI Song Contest 2021
L'AI Song Contest 2021 (en neerlandès: AI Songfestival 2021) serà la segona edició del festival de les intel·ligències artificials. Aquesta edició es va fer el 6 de juliol de 2021 i va estar coorganitzada per Wallifornia MusicTech, un centre d'entreteniment i tecnologia belga, i DeepMusic.ai, una empresa americana que promou la col·laboració entre músics i investigadors d'intel·ligència artificial. Des d'aquesta edició, qualsevol país que no tingui relació amb Eurovisió pot participar en aquesta competició musical internacional.

## Països participants
L'1 d'abril de 2021, es va anunciar que 49 equips de més de 20 països s'havien registrat per competir. De moment només s'ha confirmat la participació i el debut de Catalunya al festival.
| País      | Artista(es) | Cançó | Lloc | Punts |
| --------- | ----------- | ----- | ---- | ----- |
| Catalunya |             |       |      |       |

La llista definitiva d'inscripcions pel festival es publicarà a l'1 de juny de 2021.
Els següents països van participar en l'edició anterior però encara no han confirmat la seva particició en aquesta edició:
- Alemanya
- Austràlia
- Bèlgica
- França
- Països Baixos
- Regne Unit
- Suècia
- Suïssa